# 锡格马林根飞地
锡格马林根政府委员会（法語：Commission gouvernementale de Sigmaringen），前身是法国政府驻德国保卫法国利益代表团（法語：Délégation gouvernementale française pour la défense des intérêts français en Allemagne），后更名为法国政府保卫国家利益委员会（法語：Commission gouvernementale française pour la défense des intérêts nationaux），是维希法国的流亡政府，设立于纳粹德国当局在境内创建的一块法国飞地——锡格马林根飞地。1944年9月，支持纳粹德国的维希法国政府在第二次世界大战末期法国解放后于德国境内的锡格马林根城堡建立了流亡飞地，组织者为费尔南·德·布里农。1945年4月22日，法国第一集团军将该地占领并逮捕了相关人物。